# Республиканская научная медицинская библиотека
Республиканская научная медицинская библиотека (англ. Republican Scientific Medical Library, бел. Рэспубліканская навуковая медыцынская бібліятэка, официальное название — Государственное учреждение «Республиканская научная медицинская библиотека»)  — специализированная библиотека, расположенная в Минске. Библиотека занимает особое место в информационном и библиотечном обеспечении учёных и специалистов научно-исследовательских и лечебно-профилактических учреждений, учебных заведений и других организаций здравоохранения Республики Беларусь.

## История создания
29 мая 1939 года Наркомздрав СССР издал приказ, в котором Наркомздравам союзных республик предлагалось разработать план организации медицинской библиотечной сети и к концу 1940 г. предусмотреть создание в каждой области фундаментальной библиотеки при областном отделе здравоохранения.
В 1940 г. был утвержден отдельный бюджет и штат для научной медицинской библиотеки БССР. Приказом директора Минского медицинского института Ф. Я. Шульца № 98 от 10.03.1940 директором Государственной научной медицинской библиотеки при Минском медицинском институте был назначен Симановский И. Б., выдающийся библиотековед и организатор библиотечного дела в нашей стране. Именно этот день мы по праву считаем днем образования РНМБ. Только за первый год работы фонд библиотеки достиг 15000 экземпляров.
В 1941 г. работа библиотеки была прервана Великой Отечественной войной. Книжный фонд во время оккупации почти целиком был уничтожен. И только в 1944 г. специальным постановлением Совнаркома БССР № 426 была возобновлена деятельность республиканской научной медицинской библиотеки Наркомздрава БССР, возглавила которую С. Ф. Сергеева.
Важным в восстановлении деятельности библиотеки было наделение её функциями научно-методического и организационного центра для всех медицинских библиотек в республике. В апреле 1945 г. приказом Наркомздрава БССР, учитывая полное разрушение медицинских библиотек в областях, было определено организовать при каждом областном здравотделе областную медицинскую библиотеку.
С 1954 г. организационно библиотека стала самостоятельным учреждением и располагалась в здании Минской областной клинической больницы по ул. Подлесной (изолированная площадь библиотеки — 230 м²). Приказом Минздрава БССР № 488 от 20 августа 1954 г. директором Государственной научной медицинской библиотеки был назначен М. Л. Жук.
С 1975 г. библиотека стала отраслевым депозитарием республиканского значения, а уже через год праздновала новоселье в специально построенном для неё здании по ул. Фабрициуса, 28, в чём несомненная заслуга директора Л. Н. Погребной, которая возглавляла РНМБ с 1968 по 1982 гг. Под её руководством начался активный процесс реформирования многих направлений работы. РНМБ начала получать обязательный платный экземпляр медицинской литературы, приобретать все медицинские журналы, издаваемые в СССР, а также наиболее значимые иностранные периодические издания. Активно велась работа по совершенствованию справочного аппарата, а также форм и методов библиотечного обслуживания научных работников, практикующих врачей, аспирантов, среднего медицинского персонала.
Время становления РНМБ как головного центра по созданию национальной медицинской библиографии, активной научно-исследовательской работы, организации сети медицинских библиотек, совершенствованию обслуживания читателей пришёлся на 60-80-е гг. XX столетия.
С 1990-х гг. в библиотеке начался процесс активного внедрения современных компьютерных технологий. Министерство здравоохранения Республики Беларусь утвердило «Проект автоматизации Республиканской научной медицинской библиотеки», предусматривающий на базе современных средств телекоммуникации автоматизацию всех библиотечно-информационных процессов в сетевом режиме, предоставление пользователям онлайн-доступа к каталогам библиотеки и свободного выхода в Интернет. В 1982-2001 годах библиотеку возглавляла Е. Ф. Горелова.
С января 1995 г. решением Европейского регионального Бюро Всемирной организации здравоохранения (ВОЗ) библиотека стала Центром документации ВОЗ на территории Республики Беларусь.
Одним из направлений работы библиотеки сегодня является внебюджетная деятельность.
С 2005 г. РНМБ является участником Консорциума, объединяющего медицинские библиотеки России и Беларуси, по реализации проектов «Сводный каталог периодики и аналитики по медицине» и Медицинский авторитетный файл «Медики России» (составляющая часть — «Медики Беларуси»).
В 2006 г. на основании приказа Министерства здравоохранения Республики Беларусь № 640 от 31.10.2005 в структуру библиотеки вошёл Музей истории медицины Беларуси.
РНМБ является методическим и координационным центром 152 медицинских и больничных библиотек республики, в том числе 112 библиотек лечебно-профилактических учреждений, 21 библиотеки медицинских университетов и колледжей, 10 библиотек РНПЦ и 8 библиотек санаторно-курортных учреждений.
В 2005-2007 годах был реализован первый этап проекта «Создание в ГУ „Республиканская научная медицинская библиотека“ системы свободного доступа к национальным и международным информационным ресурсам». Спонсором проекта выступила датская фармацевтическая компания «Novo Nordisk A/S».
При поддержке Министерства здравоохранения Республики Беларусь библиотека осуществляет эксплуатацию медицинского научного информационного Интернет-портал MED.BY.

## Информационные ресурсы
Качественное и оперативное формирование информационных ресурсов по медицине, здравоохранению и смежным областям знаний – главная задача ГУ РНМБ. Информационные ресурсы библиотеки направлены на удовлетворение информационных потребностей пользователей посредством предоставления различных видов документов и результатов их аналитико-синтетической переработки. Библиотека обладает наиболее полной в стране коллекцией национальных документов по медицине и здравоохранению, а также документов, изданных в других странах. Документный фонд РНМБ насчитывает около 950 000 экземпляров. В состав фонда входят такие виды документов как  книги и брошюры, диссертации и авторефераты диссертаций, периодические издания и электронные документы, технические нормативно-правовые акты
Книжный фонд составляет более 320 000 экземпляров, изданных начиная с XVIII века. Фонд включает монографии, руководства для практических врачей, учебную литературу, методические материалы, атласы, справочные издания, материалы научных конференций, инструкции по применению.
В состав фонда периодических изданий входит более 340 000 экземпляров медицинских журналов. Каждое полугодие библиотекой оформляется подписка на все белорусские медицинские журналы, а также на наиболее значимые медицинские периодические издания России и Украины.
РНМБ является получателем обязательного экземпляра и формирует фонд диссертаций, защищенных в Республике Беларусь по медицине и здравоохранению, в данном фонде представлены 1780 диссертаций.Фонд авторефератов диссертаций по медицине и здравоохранению составляет более 250 000 экземпляров, представлены авторефераты диссертационных работ, защищенных в странах СНГ и дальнего зарубежья.
С 1995 г. решением Европейского регионального Бюро Всемирной организации здравоохранения (ЕРБ ВОЗ) библиотека стала Центром документации ВОЗ на территории Республики Беларусь. Фонд документов ЕРБ ВОЗ составляет около 500 экземпляров.
Библиотекой формируется фонд технических нормативно-правовых актов по медицине, который включает в себя технические регламенты, технические кодексы установившейся практики, стандарты, в том числе государственные стандарты Республики Беларусь, технические условия и составляет около 1700 экземпляров.
Фонд электронных документов насчитывает около 1 000 экземпляров.
Фонд депозитарного хранения включает редкие, ценные и наиболее значимые издания и насчитывает около 250 000 экземпляров (в том числе коллекцию дореволюционных журналов, коллекцию диссертаций, защищенных в Императорской военно-медицинской академии Санкт-Петербурга и др.).

### Информационные электронные ресурсы собственной генерации
- Библиографическая база данных по медицине и смежным отраслям «Электронный каталог ГУ РНМБ». Содержит информацию о книгах, авторефератах диссертаций, диссертациях, периодических изданиях, статьях из журналов и сборников, поступающих в фонд библиотеки, ведется с 1991 года. С 2017 года зарегистрированные пользователи могут осуществлять  On-line заказ документов с помощью электронного каталога представленного на официальном сайте библиотеки.
- База данных «Нормативно-законодательные документы Министерства здравоохранения Республики Беларусь». Содержит библиографическую и полнотекстовую информацию о нормативно-правовых документах МЗ РБ, имеющихся в библиотеке. Состав: постановления, приказы, информационные письма, решения Коллегии МЗ РБ.
- База данных  «Медики Беларуси» - является корпоративным фактографическим ресурсом, в котором представлена информация о лицах, имеющих ученые степени доктора/кандидата медицинских наук и ученые звания; научных работниках и преподавателях медицинских вузов - авторах научных публикаций. Записи составлены на русском языке. О каждом ученом можно получить сведения биографического характера, научных интересах, отраслях медицинской деятельности, местах работы, должностях и наградах, почетных званиях и Т.Д.  На 2015 год БД «Медики Беларуси» содержала информацию более чем о 1000 ученых – медиках Беларуси.
- База данных «Редкая книга», в которой как книжные памятники отражены редкие книги по медицине и здравоохранению. Содержит аннотированную информацию об изданиях конца XIX — начала XX вв., а также времен Великой Отечественной войны (1941-1945 гг.) из фонда РНМБ. На 2017 год база содержит около 3000 записей с документоведческими аннотациями.
- Библиографическая база данных «Сводный каталог иностранных периодических изданий по медицине и смежным областям». Содержит сведения об иностранных периодических изданиях по медицине, здравоохранению и смежным отраслям знания, имеющихся в фондах медицинских и крупных научных библиотек Беларуси с 1997 г. Возможен поиск по названию журнала, году и месту издания. База данных имеет печатный аналог — указатель «Сводный каталог иностранных периодических изданий по медицине и смежным областям, имеющихся в фондах медицинских и крупных научных библиотек Беларуси».
- База данных «Современные методы диагностики, лечения и профилактики заболеваний». Гипертекстовая БД инструктивно-методических материалов о новых методах диагностики, лечения и профилактики заболеваний, организационных формах работы, разрешенных МЗ РБ к применению в учреждениях здравоохранения. Содержит полные тексты инструкций. Ведётся с 1999 г. База данных сборника ежегодно пополняется 120-150 новыми документами.
- Полнотекстовая база данных «Достижения медицинской науки Беларуси». Представленные материалы содержат информацию об основных результатах научных исследований, выполненных в учреждениях Министерства здравоохранения Беларуси c 1997 г.. Предназначены для внедрения разработок ученых-медиков Беларуси и информационного обеспечения ученых и специалистов практического здравоохранения. Пополняется ежегодно. В печатном варианте с 1996 по 2014 год.

## Организационная структура РНМБ
Сегодня в РНМБ трудится более 80 специалистов.
Всего в организационной структуре библиотеки 9 отделов:
- Отдел формирования ресурсов: сектор каталогизации, сектор комплектования
- Справочно информационный отдел: сектор библиографического информирования
- Отдел обслуживания: сектор библиотечного обслуживания, cектор электронных информационных ресурсов, сектор электронной доставки документов/ЭДД
- Отдел хранения документов: сектор депозитарного фонда
- Отдел библиотечного маркетинга и рекламы
- Отдел библиотечно-информационных технологий: cектор развития библиотечно-информационных технологий, cектор автоматизации
- Отдел оперативной полиграфии
- Музей истории медицины Беларуси
- Отдел МТО и хозяйственного обслуживания

## Музей истории медицины  Беларуси

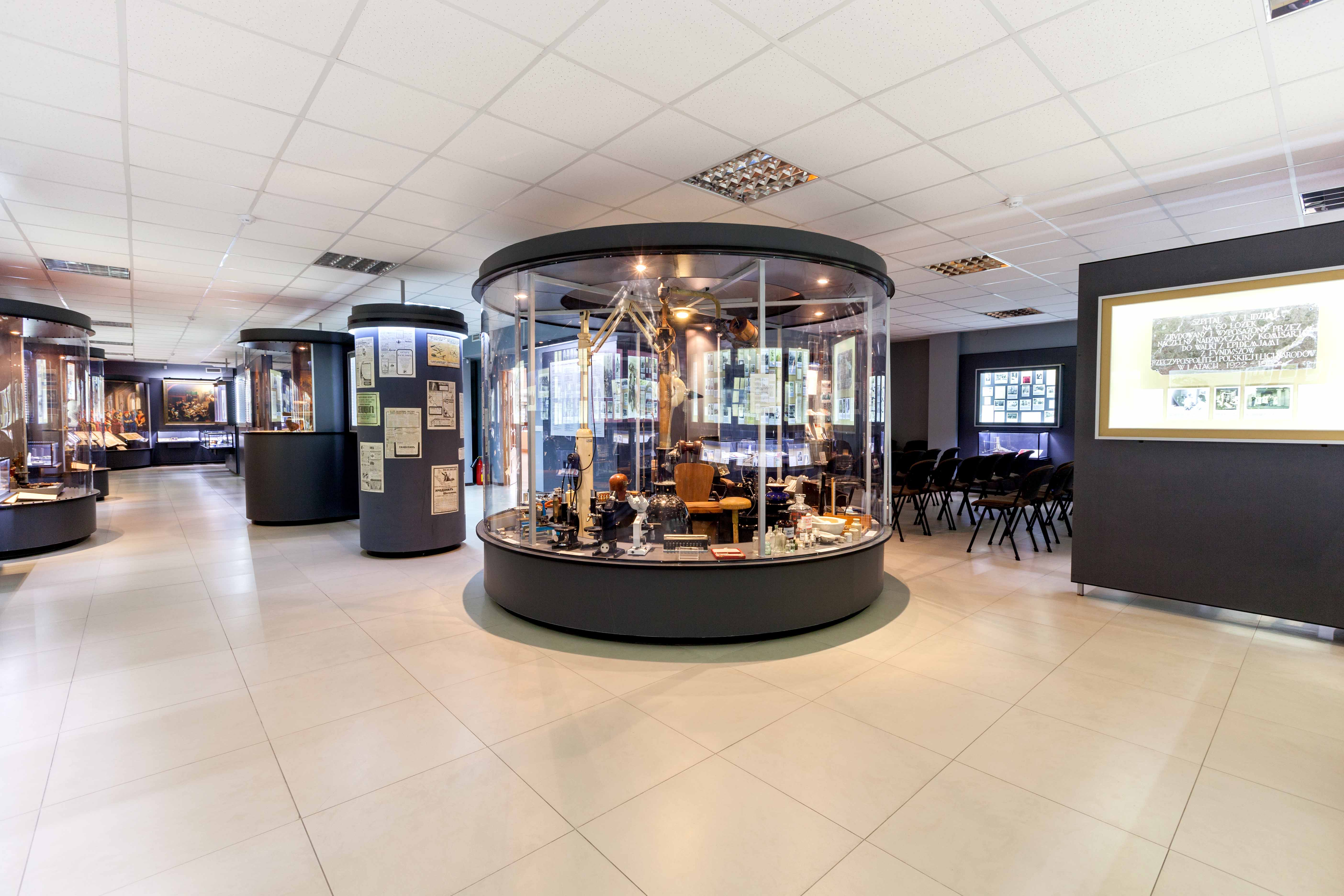
Музей истории медицины Беларуси

В 2006 г. в структуру библиотеки вошёл Музей истории медицины Беларуси. Музей осуществляет сбор, научную обработку, сохранение, изучение и популяризацию памятников истории медицины и здравоохранения Беларуси.  В фондах музея хранится около 33 000 музейных предметов, среди которых редкие печатные издания, документы, медицинский инструментарий и аптечная посуда конца XIX – первой половины XX века, личные вещи, архивы ученых и медицинских работников Беларуси.